# Rivière Danville
Pour les articles homonymes, voir Danville.
La rivière Danville est un affluent de la rive est de la rivière Landry dont le courant se déverse successivement dans la rivière Nicolet Sud-Ouest, la rivière Nicolet, le Lac Saint-Pierre et le fleuve Saint-Laurent. Elle traverse les municipalités de Saint-Georges-de-Windsor, de Saint-Claude et Danville dans la municipalité régionale de comté (MRC) Les Sources), dans la région administrative de l'Estrie, au Québec, au Canada.

## Géographie
Les principaux bassins versants voisins de la rivière Danville sont :
- côté nord : rivière Nicolet ;
- côté est : rivière Nicolet Sud-Ouest, rivière Watopeka ;
- côté sud : ruisseau Steele, ruisseau Willow, rivière Saint-François ;
- côté ouest : rivière Landry.

La rivière Danville prend sa source au barrage Lévesque dans la municipalité de Saint-Georges-de-Windsor. Ce barrage retient une étendue d'eau de 1,4 km de longueur formant une boucle vers le sud. Ce plan d'eau est alimenté par le cours d'eau Jean (venant du nord). Ce barrage est situé à 5,3 km au nord du centre du village de Saint-Claude, à 5,4 km à l'ouest du centre du village de Saint-Georges-de-Windsor et au sud du village de Val-des-Sources.
À partir du barrage Lévesque, la rivière Danville coule sur 15,5 km selon les segments suivants :
- 4,5 km vers le nord-ouest, en faisant une incursion sur 1,1 km dans la municipalité de Saint-Claude, jusqu'à la limite de la municipalité de Danville (soit le secteur de l'ex-municipalité de Shipton) ;
- 11,0 km vers le nord-ouest, dans Danville, en passant au sud de la ville d'Val-des-Sources, en traversant la route 116, jusqu'à son embouchure.

La rivière Danville se déverse sur la rive est de la rivière Landry. Sa confluence est située à :
- 2,3 km (en ligne directe) au sud de l'intersection de route 116 et de route 255 du village de Danville ;
- 5,5 km (ou 2,0 km en ligne directe) en amont de la confluence de la rivière Landry.

## Toponymie
Le toponyme Rivière Danville a été officialisé le 5 décembre 1968 à la Commission de toponymie du Québec.